# Đài phun nước Neptune ở Liberec

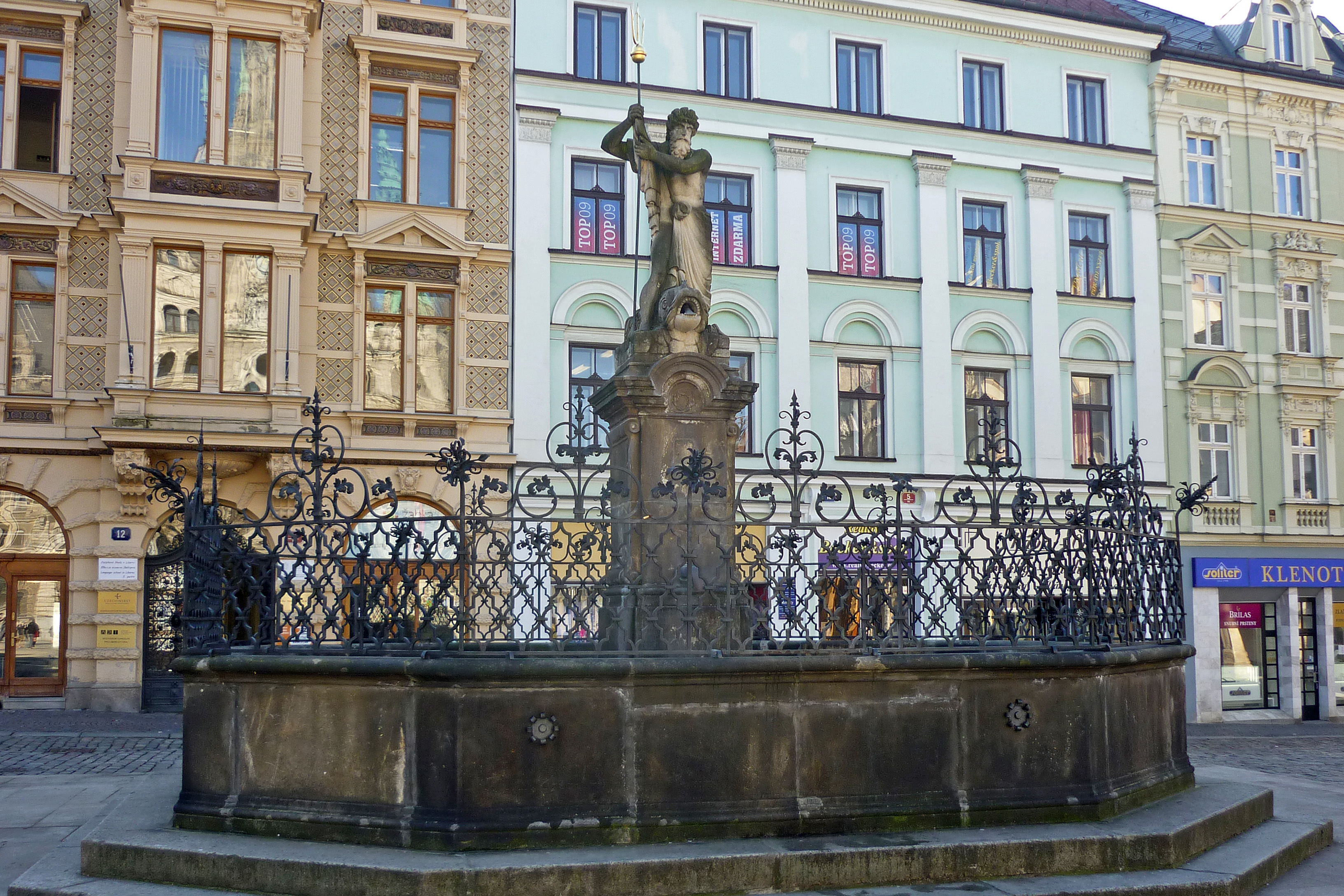
Đài phun nước Neptune ở Liberec (2017)

Đài phun nước Neptune (tiếng Séc: Neptunova kašna) là một đài phun nước mang phong cách cổ điển tọa lạc tại phía bắc quảng trường Dr. Edvard Beneš, ở trung tâm thành phố Liberec, Cộng hòa Séc. Công trình này có tên trong danh sách các di tích văn hóa của Cộng hòa Séc.

## Mô tả
Đây là một đài phun nước bằng đá sa thạch với một bức tượng khắc họa hình ảnh vị thần Neptune đang cầm cây đinh ba và đứng trên một chú cá heo. Tượng thần nhìn hướng về phía Tòa thị chính Liberec. Phần bệ bức tượng hình lăng trụ. Bể chứa nước có hình bát giác không đều. Bể nước được tạo thành bởi những bức tường sa thạch, và phía trên các tường có một lan can bằng kim loại. Xung quanh đài phun nước có thêm hai bậc cầu thang.

## Lịch sử
Năm 1826, đài phun nước Neptune đã thay thế một đài phun nước cũ bằng gỗ nằm trước Tòa thị chính Liberec. Năm 1896, đài phun nước được bổ sung thêm hàng lan can kim loại. Năm 1925, đài phun nước này được chuyển đến quảng trường Neruda. Đài phun nước Neptune nằm trên quảng trường Neruda đã được công nhận là di tích văn hóa vào năm 1964. Năm 2009, Bộ Văn hóa Cộng hòa Séc trợ cấp việc trùng tu đài phun nước để đưa công trình này quay trở lại vị trí ban đầu. Đài phun nước Neptune được lắp đặt lại tại quảng trường Dr. Edvard Beneš (vị trí hiện nay) vào tháng 7 năm 2010 và đi vào hoạt động vào ngày 31 tháng 7 năm 2010.